# Nick Whitaker
Nick Whitaker (Salt Lake City, 1 de outubro de 1988) é um ator e cantor estadunidense. Participou do fenômeno High School Musical, como um dos candidatos aos papeis de Miley&Arnold e também participou do filme Diário de Uma Adolescente. também já atuou de novo com Jason Dolley no filme "Um mascote eletrizante".